# 瓦伊博康
瓦伊博康（法語：Wailly-Beaucamp，法語發音：[waji bokɑ̃]）是法国上法蘭西大區加来海峡省的一个市镇，属于蒙特勒伊区。

## 地理
瓦伊博康（50°24'48"N, 1°43'34"E）面积14.33 平方千米，位于法国上法蘭西大區加来海峡省，该省份为法国北部沿海省份，西北濒北海，南至索姆省，东临北部省。
与瓦伊博康接壤的市镇（或旧市镇、城区）包括：小康皮尼厄勒、阿龙圣瓦斯特、布瓦让、大康皮尼厄勒、埃屈尔、莱皮讷、朗迪弗利耶、韦尔通。
瓦伊博康的时区为UTC+01:00、UTC+02:00（夏令时）。

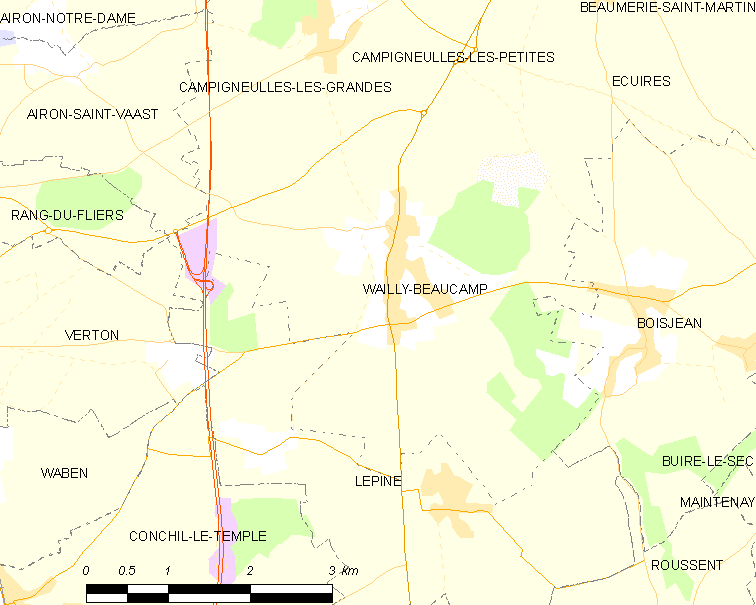
瓦伊博康的OSM定位图

## 行政
瓦伊博康的邮政编码为62170，INSEE市镇编码为62870。

## 政治
瓦伊博康所属的省级选区为贝尔克县。

## 人口

1962-2008年间瓦伊博康人口变化图示

瓦伊博康于2022年1月1日时的人口数量为1063人。